# Listă de filme documentare
Aceasta este o listă cu titluri de filme în limba română de filme documentare care au rulat în cinematografele din România, fiind sortate după anul de realizare în ordinea alfabetică a titlurilor. Titlurile filmelor sunt strict cele date de către Direcția Rețelei Cinematografice și Difuzării Filmelor, titlurile regăsindu-se și în afișele emise de această instituție la acea vreme.

## Anii 1940
| An   | Titlul românesc     | Titlul original             | Regizor                        | Studioul / Țara de producție | Narator                                                                                   |
| ---- | ------------------- | --------------------------- | ------------------------------ | ---------------------------- | ----------------------------------------------------------------------------------------- |
| 1947 | Fantezie de iarnă   | Слава Москве / Slava Moskve | Iosif Poselski, Iakov Babușkin | Uniunea Sovietică            | Documentar realizat cu ocazia sărbătoririi a 800 de ani ale Moscovei la 7 septembrie 1947 |
| 1949 | Povestea din pădure | Лесная быль / Lesnaia bîl   | Aleksandr Zguridi              | Uniunea Sovietică            | Documentar                                                                                |

## Anii 1950
| An   | Titlul românesc                 | Titlul original                    | Regizor                                         | Studioul / Țara de producție | Narator                                             |
| ---- | ------------------------------- | ---------------------------------- | ----------------------------------------------- | ---------------------------- | --------------------------------------------------- |
| 1950 | Tineretul lumii                 | A világ ifjúsága / ru: Юность мира | József Kis, Arșa Ovanesova                      | RPU - URSS                   | Documentar                                          |
| 1952 | Prin India (documentar)         | _По Индии Po Indii                 | Leonid Varlamov                                 | URSS                         | _                                                   |
| 1956 | Friedrich Schiller (documentar) | Friedrich Schiller                 | Max Jaap                                        | DEFA                         | _                                                   |
| 1956 | Imperiul soarelui               | L'impero del sole                  | Enrico Gras și Mario Craveri                    | Italia                       | Mathé Altery                                        |
| 1956 | Lumea tăcerii                   | Le Monde du silence                | Jacques-Yves Cousteau, Louis Malle              | Franța Italia                | Jacques Yves-Cousteau, Frédéric Dumas, Albert Falco |
| 1956 | Torero                          | Torero                             | Carlos Velo                                     | Mexic                        | Consuelo Procuna, Ángel Procuna                     |
| 1957 | Roza vânturilor (documentar)    | Die Windrose                       | Joris Ivens, Alberto Cavalcanti, Yannick Bellon | DEFA + F.D.I.F.              | Yves Montand, Simone Signoret                       |

## Anii 1960
| An   | Titlul românesc            | Titlul original                                 | Regizor                                            | Studioul / Țara de producție           | Narator                                  |
| ---- | -------------------------- | ----------------------------------------------- | -------------------------------------------------- | -------------------------------------- | ---------------------------------------- |
| 1962 | Galapagos                  | Galapagos - Trauminsel im Pazifik               | Heinz Sielmann                                     | Heinz Sielmann Produktion RFG          | Robert Graf                              |
| 1962 | Pe plajele lumii           | Il mondo sulle spiaggie                         | Renzo Rossellini                                   | Delle Muse Italia                      | Nico Rienzi                              |
| 1962 | Mondo cane                 | Mondo cane                                      | Gualtiero Jacopetti, Franco Prosperi, Paolo Cavara | Cineriz Italia                         | Stefano Sibaldi                          |
| 1963 | Marea bătălie (documentar) | Великая битва на Волге Velikaia bitva na Volghe | Maria Slavinskaia                                  | St. central de filme documentare, URSS |                                          |
| 1963 | Marilyn (documentar)       | Marilyn                                         | Henry Koster                                       | SUA                                    | Marilyn Monroe, Rock Hudson, Bette Davis |
| 1963 | Mondo cane 2               | Mondo cane 2                                    | Gualtiero Jacopetti, Franco Prosperi               | Cineriz Italia                         | Stefano Sibaldi                          |
| 1964 | Sântem italieni            | Siamo italiani                                  |                                                    | Seiler Gnant Elveția                   | Alexander Seiler                         |
| 1965 | Insulele fermecate         | Зачарованные острова / Zacearovannîe ostrova    | Aleksandr Zguridi                                  | Центрнаучфильм (ЦНФ) Uniunea Sovietică |                                          |

## Anii 2000
| An   | Titlul românesc              | Titlul original              | Regizor     | Studioul / Țara de producție                                         | Narator     |
| ---- | ---------------------------- | ---------------------------- | ----------- | -------------------------------------------------------------------- | ----------- |
| 2001 | Struma                       | Struma                       | Radu Gabrea | România ·                                                            |             |
| 2011 | Crulic - Drumul spre dincolo | Crulic - Drumul spre dincolo | Anca Damian | Aparte Film România · Magellan Foundation                            | Jamie Sives |
| 2015 | Muntele magic                | La Montagne magique          | Anca Damian | Aparte Film România · Arizona Production Franța) · Filmograf Polonia |             |